# اس‌ام یوسی-۳
اس‌ام یوسی-۳ (به انگلیسی: SM UC-3) یک زیردریایی بود که طول آن ۱۱۱ فوت ۶ اینچ (۳۳٫۹۹ متر) بود. این زیردریایی در سال ۱۹۱۵ ساخته شد.